# Dezio Giustiniani
Dezio Giustiniani, né en 1580 et mort en 1642, est un prélat catholique de Corse génoise.

## Biographie
Dezio Giustiniani est né en 1580.
Il est nommé évêque d'Aléria le 27 février 1612 et reçoit la consécration épiscopale le 18 mars 1612 des mains de Domenico Rivarola, cardinal-prêtre de Santi Silvestro e Martino ai Monti et archevêque titulaire de Nazareth.
Il meurt le 21 novembre 1642.